# Sensational Sherri
Sherri Russell, meglio conosciuta come Sherri Martel e Sensational Sherri (Birmingham, 8 febbraio 1958 – Birmingham, 15 giugno 2007), è stata una wrestler e manager di wrestling statunitense.
Nella World Wrestling Federation di fine anni ottanta e inizio novanta si specializzò nel ruolo di manager heel per wrestler del calibro di Randy Savage, Ted DiBiase e Shawn Michaels. Negli anni novanta apparve anche nella Extreme Championship Wrestling e nella World Championship Wrestling, dove come manager del tag team degli Harlem Heat portò la coppia a vincere il titolo mondiale tag team per ben sette volte. Dopo aver abbandonato la WCW fece ancora qualche apparizione sporadica nel mondo del wrestling, prima di morire improvvisamente nel 2007 pochi mesi dopo essere stata introdotta nella WWE Hall of Fame.

## Carriera
Sherri Russell nasce a Birmingham, Alabama, l'8 febbraio 1958. Da bambina sogna di lavorare nel circo, ma ben presto cambia idea e decide di intraprendere la carriera di lottatrice professionista. Nel 1974, a sedici anni d'età, chiede al veterano del ring Grizzly Smith (padre del celebre wrestler Jake "The Snake" Roberts) di allenarla ma lui si rifiuta categoricamente. Per qualche periodo Sherri alterna lo studio con l'attività di spogliarellista, si sposa e diventa madre di un bambino. Successivamente divorzia, si risposa e si trasferisce a Memphis dove decide di ritentare la carriera da wrestler. Inizia quindi ad allenarsi lavorando nel contempo anche come manager di lottatori. Quando invece lotta sul ring in qualità di lottatrice vera e propria, il suo manager dell'epoca è Jim Cornette. Dopo un grave infortunio rimediato nel corso di una mixed battle royal che le impone uno stop forzato dai combattimenti di almeno qualche anno, riesce a firmare un contratto con l'AWA grazie all'interessamento di Larry Zbyszko.

### American Wrestling Association
Entrata nella American Wrestling Association (AWA) a metà anni ottanta, conquistò per ben tre volte il titolo AWA World Women's Championship nelle vesti di lottatrice. Il primo titolo lo conquista il 28 settembre 1985, a SuperClash, dove sconfigge Candi Divine, ma pochi mesi dopo viene spogliata del titolo che viene riconsegnato d'ufficio alla Devine. Sherri, si riappropria della cintura il 17 ottobre 1985, per poi riperderla il 16 gennaio 1986.
Durante il periodo passato in AWA, in aggiunta alla carriera come lottatrice, la Martel faceva anche da manager al tag team composto da "Playboy" Buddy Rose e "Pretty Boy" Doug Somers, che portò alla conquista dell'AWA World Tag Team Championship. Rose e Somers iniziarono poi un lungo feud con i Midnight Rockers (Shawn Michaels & Marty Jannetty), che sconfissero Rose e Somers il 27 gennaio 1987, strappando loro le cinture. In seguito, nella primavera del 1987 Sherri diventa la manager di Kevin Kelly, aiutandolo durante il suo feud contro Tommy Rich. Il 2 maggio 1987 Sherri batte Madusa Miceli a Superclash 2. Poco tempo dopo la AWA rende vacante il titolo mondiale femminile e Sherri lo riconquista per la terza ed ultima volta prima di trasferirsi in WWF.

### World Wrestling Federation
Dietro raccomandazione di Jesse Ventura, firmò per la World Wrestling Federation, dove debuttò il 24 luglio 1987, sconfiggendo La Favolosa Moolah per il titolo WWF Women's Championship. Rinominatasi Sensational Sherri, detenne il titolo per quindici mesi prima di cederlo a Rockin' Robin. All'inizio del 1988 Sherri interpreta la gimmick di Peggy Sue, la valletta di Honky Tonk Man vestita in stile anni cinquanta, ma interpretando il personaggio di Peggy è praticamente irriconoscibile, perché indossa larghi occhiali da sole che le nascondono i connotati ed una parrucca bionda con lunga coda di cavallo. Nel 1990 la WWF decise di abolire la divisione femminile di lotta, quindi la Martel, anche se rimase comunque nella compagnia, si concentrò principalmente sul ruolo di manager.
Quando Miss Elizabeth lasciò il management di Randy Savage a causa della gelosia di lui verso le attenzioni che Hulk Hogan sembrava rivolgerle, Sherri colse la palla al balzo e non si lasciò sfuggire l'occasione di diventare la nuova manager/valletta di Macho Man. Quando poi Savage si conquistò il titolo di "Re" vincendo il torneo King of the Ring, diventando Macho "King" Randy Savage, Sherri iniziò a farsi chiamare Sensational "Queen" Sherri o più semplicemente Queen Sherri.
A WrestleMania VI nel 1990, Sherri e Savage persero un mixed tag-team match contro Sapphire e Dusty Rhodes quando Elizabeth, che era nell'angolo di Sapphire e Rhodes, interferì nel match colpendo la Martel. A WrestleMania VII, Savage perse un "retirement match" contro Ultimate Warrior, e dovette ritirarsi forzatamente dall'attività di wrestler. Dopo il match, una delusa Martel attaccò Savage ma venne fermata e gettata fuori dal ring da Elizabeth, che aveva assistito all'incontro tra il pubblico. A seguito della riappacificazione tra Savage ed Elizabeth, Sherri Martel inizialmente fece da manager a "Million Dollar Man" Ted DiBiase, per poi passare a far da manager/valletta a Shawn Michaels, che da poco aveva effettuato un turn heel. Sherri rimane al fianco di Shawn durante i suoi feud con "El Matador" Tito Santana, Bret Hart, e Rick Martel. Proprio a Summerslam 1992 Shawn Michaels e Rick "The Model" Martel si affrontano in un match con in palio "le grazie" di Sherri (kayfabe), ma l'incontro termina in un nulla di fatto quando anche lei resta coinvolta nella rissa tra i due, che alla fine litigano persino per chi debba portarla in infermeria nel backstage. Nel 1992, l'ex partner di Micheals nei Rockers, Marty Jannetty, sfasciò uno specchio in testa a Sherri mentre cercava di colpire Shawn, che invece si scansò facendosi scudo con la propria manager. Questo fatto portò alla separazione tra Sherri e Michaels. Sherri fa da manager a Jannetty per qualche settimana, ma la storyline ebbe vita breve perché Jannetty venne licenziato dalla compagnia nel bel mezzo del feud con Michaels.
A WrestleMania IX Sherri, ormai passata tra le file dei "buoni", accompagna Tatanka a bordo ring per il suo match contro Shawn Michaels, che, per l'occasione, è invece affiancato dalla sua nuova valletta Luna Vachon. Al termine dell'incontro tra i due, Luna attacca Sherri e le due ragazze iniziano un feud fra di loro. Tra aprile e maggio 1993 Sherri lotta nella USWA, all'epoca federazione "gemellata" con la WWF, affrontando Miss Texas (Jacqueline) ed aiutando il vecchio cliente Macho Man nel suo feud contro Jerry Lawler. Il 31 marzo 1993 Sherri è nell'angolo del rientrante Marty Jannetty in un match contro Bam Bam Bigelow alla fine del quale Sherri dà vita ad una nuova rissa con Luna, ora manageressa di Bigelow. Durante il feud tra le due donne, Luna si frattura un braccio.
A Summerslam 1993 Sherri avrebbe dovuto far coppia con Tatanka ed affrontare Luna e Bam Bam Bigelow, ma viene licenziata poco prima dalla WWF per aver fallito un test antidoping. La federazione decide di tenere segreta la cosa e comunica ai fan che Sherri aveva lasciato volontariamente la compagnia per iscriversi ad una scuola di cosmetologia.

### National Wrestling Alliance
A seguito del licenziamento subito in WWF, Sherri debutta nell'NWA. Il 23 ottobre 1993, nel corso del ppv NWA Weekend of Champions, Sherri affianca Terry Funk nel suo match contro Kevin Sullivan. Dopo l'incontro Sherri attacca Woman, la manager/moglie di Sullivan. Poi fu la volta di NWA Bensalem Bash, il 30 ottobre 1993, dove con Kathy Fitzpatrick nel suo angolo, combatte contro Jim Cornette, vincendo un match a stipulazione "loser gets spanked match" (praticamente chi perdeva l'incontro veniva sculacciato). Poco tempo dopo il ppv, Sherri abbandona la federazione.

### ECW e WCW
Sherri passò quindi a lavorare per la Extreme Championship Wrestling (ECW) nel 1993, facendo da manager a Shane Douglas. Al ppv November to Remember del 13 novembre 1993, la Martel lottò contro Malia Hosaka.
Nel 1994 giunse nella World Championship Wrestling (WCW) con il nome "Sensuous" Sherri. In WCW, Sherri fece da manager a Ric Flair durante il suo feud con Sting e Hulk Hogan. A Bash at the Beach '94, cercò di aiutare Flair a sconfiggere Hogan ma fallì miseramente l'attacco. Quando Flair perse un career match contro Hogan nell'ottobre del 1994, la Martel prese nella sua scuderia gli Harlem Heat (Booker T & Stevie Ray) iniziando a farsi chiamare "Sister" Sherri. Riuscì nell'impresa di guidare il tag team a sette titoli mondiali WCW World Tag Team Championship. A fine 1994 (mentre ancora era la manager degli Harlem Heat in WCW), la Martel fece un breve ritorno in ECW guidando Shane Douglas e Brian Pillman contro Ron Simmons e 2 Cold Scorpio.

### Carriera successiva
All'inizio del 1999, Sherri Martel prese parte a un mixed-tag team match per il titolo Heavyweight Championship della Apocalypse Wrestling Federation, un titolo detenuto principalmente da uomini. Missy Hyatt schienò Sherri e vinse il titolo. Nell'ottobre 1999, fece una comparsata nel pay-per-view Heroes of Wrestling facendo da manageressa a George Steele in un match contro Greg Valentine. Sempre nel 1999, si aggiudicò l'AWA Superstars Women's Championship.
Nel 2005, prese parte ad una storyline della World Wrestling Entertainment insieme a Shawn Michaels e Kurt Angle, poco tempo prima di WrestleMania 21. Apparve durante una puntata di SmackDown!, cantando una parodia della theme song di Michaels, Sexy Boy, insieme ad Angle, per poi subire da quest'ultimo una Ankle Lock.
La Martel è stata introdotta nella WWE Hall of Fame da Ted DiBiase nell'aprile 2006. Più avanti lo stesso anno, lavorò per la TNA, girando una scenetta nel backstage dove offriva i suoi servigi come manager al "free agent" Bobby Roode, che andò in onda il 21 settembre 2006 durante una puntata di TNA Impact!; fu la sua ultima apparizione televisiva.

## Vita privata
Nel 2003, lei e il marito Robert si trasferirono nel Tennessee. Sherri si è sposata e ha divorziato due volte nel corso della sua vita, e dal primo matrimonio ha avuto un figlio di nome Jared.

## Morte
La mattina del 15 giugno 2007 è deceduta nella casa della madre a McCalla, in Alabama, vicino a Birmingham. L'11 settembre la polizia di Tuscaloosa ha divulgato i risultati dell'autopsia, che confermava come causa del decesso una overdose accidentale dovuta a un misto di droghe, incluse rilevanti tracce di ossicodone trovate nel sangue. Dopo i funerali, la salma è stata cremata.

## Personaggio

### Mossa finale
- Sleeper hold

### Wrestler assistiti
- Dave Sullivan
- Ian Rotten
- Jake "The Snake" Roberts
- Kevin Sullivan
- "Macho Man" Randy Savage
- Ric Flair
- Shane Douglas
- Shawn Michaels
- Tatanka
- Ted DiBiase
- Terry Funk
- The Honky Tonk Man
- Tracy Smothers
- Zeus
- Harlem Heat (Booker T & Stevie Ray)
- Heavenly Bodies (Tom Prichard & Pat Rose)
- "Pretty Boy" Doug Somers & "Playboy" Buddy Rose
- The Midnight Rockers (Shawn Michaels & Marty Jannetty)
- The Perfect Tag Team (Kevin Kelly & Nick Kiniski)

### Manager
- Jim Cornette

## Titoli e riconoscimenti
American Wrestling Association
- AWA World Women's Championship (3)

AWA Superstars of Wrestling
- AWA World Women's Championship (1)

Cauliflower Alley Club
- Other Honoree (1994)

Professional Wrestling Hall of Fame and Museum
- Classe del 2014

Women Superstars Uncensored
- WSU Hall of Fame (2009)

World Wrestling Federation/Entertainment
- WWF Women's Championship (1)
- WWE Hall of Fame (Classe del 2006)

Wrestling Observer Newsletter
- Manager of the Year (1991)